# فرانسیس آسیزی (فیلم)
«فرانسیس آسیزی» (انگلیسی: Francis of Assisi (film)) فیلمی در ژانر زندگینامه‌ای به کارگردانی مایکل کورتیز است که در سال ۱۹۶۱ منتشر شد. این فیلم به زندگی فرانسیس آسیزی می‌پردازد.

## بازیگران
- دولورس هارت
- استوارت ویتمن
- پدرو آرمنداریز
- سسیل کلاوای
- مالکوم کین
- پل مولر
- جان کارلسن